# Lois Lowry

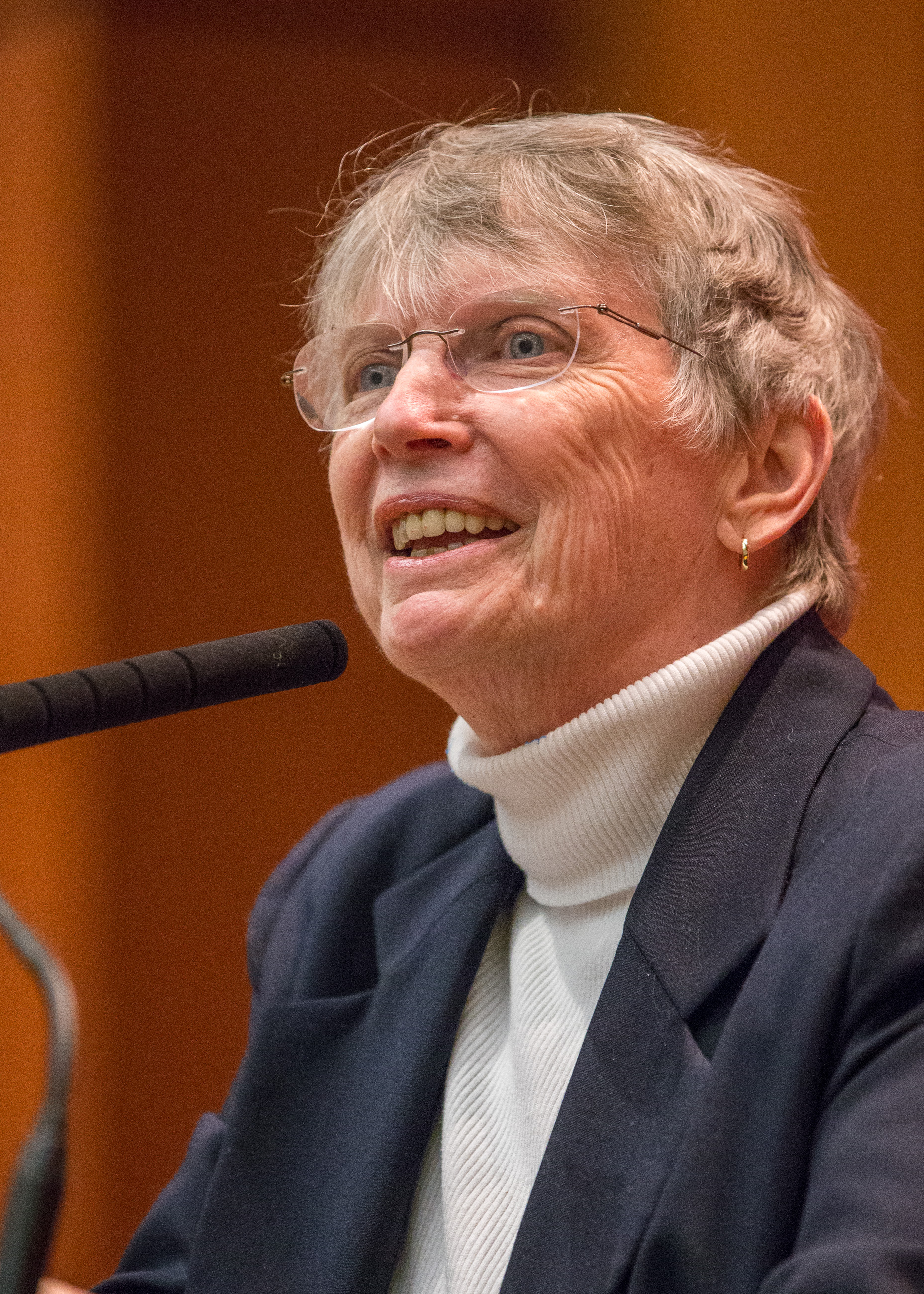
Lois Lowry (2014)

Lois Lowry (* 20. März 1937 in Honolulu, Hawaii als Lois Ann Hammersburg) ist eine US-amerikanische Autorin zahlreicher Kinder- und Jugendbücher, wie zum Beispiel Hüter der Erinnerung (engl. The Giver).

## Lebenslauf
Lois Lowry wurde am 20. März 1937 unter dem Namen Lois Ann Hammersburg in Honolulu, Hawaii, geboren. Lowry war das zweite von drei Kindern eines amerikanischen Militärzahnarztes, weshalb die Familie oft umziehen musste. So besuchte sie Schulen in verschiedensten Städten der USA und auch in Tokio. Noch während ihres Studiums heiratete sie mit 19 Jahren den Offizier Donald Lowry, durch dessen Versetzungen sie ebenfalls oft den Wohnort wechseln mussten. Gemeinsam bekamen sie vier Kinder.
1972, als ihre Kinder schon etwas älter waren, schloss Lowry ihr Studium in englischer Literatur in Portland ab. Parallel machte sie sich einen Namen als Fotografin und konnte nun freiberuflich als Journalistin arbeiten. Ihr erster Roman A Summer to Die erschien 1977, in dem sie den Tod ihrer älteren Schwester mit nur 28 Jahren verarbeitete. Zu dieser Zeit ließ sie sich außerdem von ihrem Mann scheiden.
1979 veröffentlichte Lowry auch Autumn Street, einen Roman, der weitere Inspiration aus ihrem eigenen Leben bezog. Lowrys Hauptfigur Elizabeth zieht mit ihrer Familie während des Zweiten Weltkriegs zu ihrem Großvater, während ihr Vater beim Militär dient. Lowrys schwangere Mutter brachte sie und ihre ältere Schwester ebenfalls während des Krieges zu den Großeltern, während ihr Vater in Übersee stationiert war. Sie und ihre Familie schlossen sich später wieder Lowrys Vater an und lebten nach dem Krieg eine Zeit lang in Japan.
Lowrys Karriere erreichte 1989 mit dem historischen Roman Number the Stars einen neuen Höhepunkt. Das Buch handelt von der Übernahme Dänemarks durch die Nazis während des Zweiten Weltkriegs und der Rettung der dänischen Juden. Für dieses Werk erhielt Lowry den renommierten Newbery Award.
Vier Jahre später veröffentlichte Lowry einen ihrer bekanntesten Romane, The Giver. Die Geschichte spielt in einer zukünftigen Gemeinschaft, in der es keinen Krieg und keine Armut gibt, aber das Leben aller streng kontrolliert wird. Ein junger Teenager namens Jonas wird zum Lehrling der Titelfigur, der einzigen Person, die Zugang zu Erinnerungen aus der Vergangenheit hat.
The Giver wurde von einigen wegen seiner gewalttätigen Themen, sexuellen Inhalte und der Darstellung von Kindermord und Euthanasie als kontrovers angesehen. Ein Großteil jedoch lobte den Roman, und Lowry gewann 1994 erneut den Newbery Award für den Roman. Im Laufe der Jahre ergänzte Lowry diese Auseinandersetzung mit einer dystopischen Zukunft mit Gathering Blue (2000), The Messenger (2004) und Son (2012).
1995 kam Lowrys Sohn in einem Kampfflugzeug ums Leben, worüber ihr das Schreiben hinweghalf. In den letzten Jahren veröffentlichte sie jedoch weniger, um sich mehr ihren vier Enkeln widmen zu können.
Lois Lowry lebt abwechselnd in Massachusetts und Maine.

## Auszeichnungen
- Newbery Medal (American Library Association)
  - 1990 für Number the Stars
  - 1994 für The Giver (Hüter der Erinnerung)
- Regina Medal 1994
- Die besten 7 Februar 2006 für Wer zählt die Sterne
- 2007 Margaret A. Edwards Award für große Verdienste in der Jugendliteratur (ALA)

## Werke (Auswahl)
- Die Hüter der Erinnerungen Reihe
  - Hüter der Erinnerung (The Giver, 1993)
  - Auf der Suche nach dem Blau (Gathering Blue, 2000)
  - Die Gabe des Boten (Messenger, 2004)
  - Der Sohn (Son, 2012)
- Number the Stars (1989)
- Anastasia mit den 15 Sommersprossen
- Anastasia Hals über Kopf
- Anastasia mit der rosa Warze
- Anastasia nicht zu bremsen
- Anastasia, stets zu Diensten
- Anastasia und Dr. Freud
- Anastasia voll im Stress
- Anastasia will hoch hinaus
- Anastasia, verflixt noch mal!
- Carol & Phil und das Chaos nimmt seinen Lauf
- Carol & Phil und der unheimliche Mister F.
- Die schreckliche Geschichte der abscheulichen Familie Willoughby
- Oscar. Ein Hund beißt sich durch
- Herbststraße
- Ich weiß nicht, wer ich bin
- Mein stiller Freund
- Sommer, letztes Jahr
- Sommerfreunde
- Wer zählt die Sterne
- Traumbringer